# 君の望む死に方
『君の望む死に方』（きみののぞむしにかた）は、石持浅海による日本の推理小説。及びそれを原作とした2008年のテレビドラマ。

## 概要
2005年に発表された、碓氷優佳を探偵役とする『扉は閉ざされたまま』の続編で、碓氷優佳シリーズの第2作目。前作同様に倒叙ミステリである。

## あらすじ
膵臓ガンで余命6ヶ月と宣告されたソル電機の創業社長・日向貞則は「生きてるうちにしかできないことは何か」と考え、社員の梶間晴征に、殺人犯にはさせない方法で、自分を殺させる最期を選ぶ。だが一人の女性の出現が、その計画に微妙な齟齬をきたしはじめる。

## 書籍情報
- 単行本：2008年3月、ノン・ノベル、ISBN 978-4-396-20845-5
- 文庫本：2011年9月、祥伝社文庫、ISBN 978-4-396-33700-1

## テレビドラマ
2008年3月30日、WOWOWの「ドラマW」でテレビドラマ化され、『扉は閉ざされたまま』と2夜連続で放送された。松下奈緒主演。

### キャスト
- 碓氷優佳：松下奈緒
- 梶間晴征：窪塚俊介
- 境由美子：奥貫薫
- 小峰哲：大杉漣
- 日向貞則：夏八木勲

### スタッフ
- 原作：石持浅海
- 監督：香月秀之
- 脚本：後藤法子
- 音楽：村松崇継
- プロデューサー：青木泰憲、池田禎子